# Enrico Fermi
Enrico Fermi [enríko fèrmi], italijansko-ameriški fizik, * 29. september 1901, Rim, Italija, † 28. november 1954, Chicago, Illinois, ZDA
Fermi je bil oče prvega jedrskega reaktorja na svetu. Imenovali so ga »arhitekta jedrske dobe«,[1] in »arhitekta atomske bombe«.[2] Je eden redkih fizikov, ki je blestel tako na teoretičnem kot na eksperimentalnem področju. Fermi je avtor več patentov s področja uporabe jedrske energije; leta 1938 je prejel Nobelovo nagrado za fiziko za svoje delo na področju radioaktivnosti, do katere pride ob bombardiranju snovi z nevtroni, in za odkritje transuranih elementov. Pomembni so njegovi prispevki na področjih, kot so kvantna teorija, jedrska fizika in fizika osnovnih delcev ter statistična mehanika.
Fermijev prvi pomemben prispevek je bil na področju statistične mehanike. Članku iz leta 1925, v katerem je Wolfgang Pauli razložil po njem imenovano izključitveno načelo, je Fermi sledil s člankom, v katerem je na temelju tega načela opisal idealni plin in v opisu uporabil statističen pristop, ki je odtlej znan kot Fermi-Diracova statistika. Delci, za katere ta statistika velja, se imenujejo »fermioni«. Pauli je kasneje, da bi ohranil veljavnost zakona o ohranitvi energije, sklepal na obstoj nenabitega in nevidnega delca, ki se skupaj z zaznanim elektronom, rodi med razpadom beta. Fermi je zamisel prevzel in razvil model, ki je vseboval »nevtrino«, to je ta domnevni delec. Njegova teorija, sprva znana kot Fermijeva, kasneje pa kot šibka jedrska sila, je prva opisala eno od štirih osnovnih sil v naravi. Pri poskusih, v katerih je z nedavno odkritimi nevtroni umetno ustvaril radioaktivnost, je Fermi dognal, da se  počasni nevtroni pustijo laže  ujeti kot pa hitri. Pri bombardiranju torija in urana s počasnimi nevtroni je sklepal, da nastanejo novi elementi; za to odkritje je prejel Nobelovo nagrado, kasneje pa so ugotovili, da je šlo za produkte cepitve.
Fermi je leta 1938 zapustil Italijo, da se je izognil novi rasistični zakonodaji, ki je ogrožala njegovo ženo Lauro Capon. Odselil se je v ZDA, kjer je med 2. svetovno vojno sodeloval pri Projektu Manhattan. Vodil je skupino, ki je razvila in zgradila Chicago Pile-1, reaktor, ki je 2. decembra 1942 postal kritičen in tako potrdil predvidevanja, da je umetna, samozadostna jedrska verižna reakcija možnaː Fermi je bil prisoten, ko je leta 1943 grafitni reaktor X-10 v Oak Ridgeu, Tennessee, dosegel kritičnost, in ko je kritičnost naslednje leto dosegel Reaktor B v Hanfordu. V Los Alamosu je vodil oddelek F, ki je sodeloval pri razvoju »Super« termonuklearne bombe Edwarda Tellerja. Pri poskusu Trinity 16. julija 1945 je bil poleg, s pomočjo Fermijeve metode je ocenil donos bombe.
Po vojni je Fermi pod Juliusom Robertom Oppenheimerjem sodeloval v odboru, ki je Komisiji za atomsko energijo svetoval pri temah s področja jedrske tehnologije in z njimi povezane politike. Ko je avgusta 1949 detonirala prva atomska bomba SZ, se je močno upiral, tako z moralnih kot tudi s tehničnih vidikov, razvoju vodikove bombe. Najti ga je bilo med znanstveniki, ki so leta 1954 pričali v dobro Oppenheimerja med procesom, ki se je končal z odvzemom njegovih varnostnih pravic. Fermi je opravil pomembno delo v fiziki osnovnih delcev, posebno na področju pionov in mionov; sklepal je, da so kozmični žarki delci, ki jih pospešujejo magnetna polja v medzvezdnem prostoru. Številne nagrade, zamisli in ustanove nosijo njegovo ime, tako nagrada Enrica Fermija, Institut Enrico Fermi, Fermijev državni pospeševalnik, Fermijev vesoljski teleskop za žarke gama, Nuklearna elektrarna Enrico Fermi in pa sintetični element fermij (eden od nad ducat elementov, ki so jih poimenovali po ljudeh).

## Mladost in študij
Enrico Fermi se je rodil v Rimu 29. septembra 1901. Bil je tretji otrok Alberta Fermija, načelnika (Capo Divisione) in v ministerstvu za železnice, in Ide de Gattis, učiteljice v osnovni šoli. Sestra Maria je bila dve leti starejša od njega, brat Giulio pa eno leto. Četudi je bil po želji starih staršev krščen, Enrico, tako kot njegova družina, ni bil posebno veren; bil je agnostik celo svoje življenje. Kot deček je rad, tako kot njegov brat Giulio, gradil električne motorje in se igral z električnimi in mehanskimi igračami. Giulio je leta 1915 umrl zaradi komplikacij med operacijo na abscesa v grlu.
Med prvimi viri s fizikalno vsebino je bila knjiga, ki jo je Enrico našel na Rimskem trgu Campo de' Fiori. Knjigo Elementorum physicae mathematicae, ki je obsegala 900 strani, je leta 1840 v latinščini spisal jezuitski duhovnik Andrea Caraffa, profesor na Collegio Romano. Teme v knjigi so bile: matematika, klasična mehanika, astronomija, optika in akustika, seveda na ravni znanja iz začetka 19. stoletja. Družinski prijatelj Adolfo Amidei je dodatno podpiral Fermijevo zanimanje za fiziko, dal mu je več knjig s področja fizike in matematike, ki jih je fant hitro prebral in osvojil. Amidei je tudi leta 1918 predlagal, da se Fermi namesto na študij na Univerzi v Rimu raje vpiše na ugledno Scuola Normale Superiore v Pisi. Fermi je na težkem sprejemnem izpitu zasedel prvo mesto s spisom, ki naj bi bil vreden doktorske disertacije.

## Scuola Normale Superiore v Pisi
Fermijev mentor v Pisi, predstojnik laboratorija za fiziko Luigi Puccianti, je odkrito priznal, da Fermija kaj veliko ne more naučiti; Fermijevo poznavanje kvantne fizike je bilo na tako visoki ravni, da mu je Puccianti prepustil odgovornost za seminarje na to temo. V tem času se je Fermi seznanil s tenzorskim računom, matematično metodo, ki sta jo odkrila Gregorio Ricci-Curbastro in Tullio Levi-Civita, in ki je bila osrednjega pomena za splošno teorijo relativnosti. Fermi je sprva imel matematiko za svojo poglavitno smer, vendar se je kmalu odločil za fiziko. Pomembnih tem, kot so splošna teorija relativnosti, kvantna mehanika in atomska fizika, se je lotil brez tuje pomoči.
Septembra 1920 je bil Fermi sprejet na oddelek za fiziko. Glede na to, da je bilo v smeri samo troje študentov — Fermi, Rasetti in Nello Carrara — jim je Puccianti pustil popolno svobodo, kar se dela v laboratoriju tiče. Lotili so se tako na primer rentgenske kristalografije. V tretjem letniku je Fermi leta 1921 objavil svoja prva dela v italijanski reviji Nuovo Cimento. Prvo od njih je imelo naslov »O dinamiki togega sistem električnih nabojev med translacijskim gibanjem« (Sulla dinamica di un sistema rigido di cariche elettriche in moto traslatorio). Znak za nove čase je bila predstavitev mase s tenzorjem. V klasični mehaniki je masa skalar, v teoriji relativnosti pa se spreminja s hitrostjo. Drugi članek je bil »O elektrostatiki uniformnega težnostnega polja in o teži elektromagnetnih nabojev« (Sull'elettrostatica di un campo gravitazionale uniforme e sul peso delle masse elettromagnetiche). S pomočjo splošne teorije relativnosti je Fermi pokazal, da naboju ustreza teža U/c2, kjer je U elektrostatična energija sistema, c pa hitrost svetlobe.
Prvi članek navidez razkriva protislovje med elektrodinamično in relativistično teorijo glede elektromagnetnih mas, saj naj bi po prvi teoriji masa znašala 4/3 U/c2. Fermi se je tega lotil naslednje leto v članku »O protislovju med elektrodinamično in relativistično teorijo elektromagnetne mase«, v katerem je dokazal, da je navidezno protislovje posledica relativnosti. Ta članek je doživel tako dober odziv, da so ga leta 1922 prevedli v nemščino in objavili v znavstveni reviji Physikalische Zeitschrift. Tega leta je Fermi dokončal članek »O pojavih v bližini svetovnice« (Sopra i fenomeni che avvengono in vicinanza di una linea oraria) za italijansko revijo I Rendiconti dell'Accademia dei Lincei. V tem članku se je lotil načela ekvivalentnosti in vpeljal tako imenovane »Fermijeve koordinate«. Dokazal je, da se na svetovnici, ki je blizu časovne premice, prostor obnaša kot evklidski prostor.
Fermi je tako doktoriral leta 1922 in naslednje leto odšel na Univerzo v Göttingenu, ki je bila središče tedanjega sveta kvantne fizike. Fermi se ni počutil dobro v prekomernem strogem teoretičnem slogu pod vplivom Maxa Borna in je po šestih mesecih odšel na Univerzo v Leidnu, kjer je začel delati s Paulom Ehrenfestom. Tam je spoznal tudi Einsteina.

## Leta v Rimu
Fermi je postal prvi italijanski profesor teoretične fizike v Rimu. Stolico je zanj ustanovil Orso Mario Corbino, predstojnik fizikalnega inštituta. Corbino je veliko sodeloval s Fermijem pri izbiranju skupine, kateri so se kmalu pridružili Edoardo Amaldi, Bruno Pontecorvo, Franco Dino Rasetti in Emilio Gino Segrè. Pri teoretičnih raziskavah se je skupini pridružil tudi Ettore Majorana. Skupini so nadeli nadimek »Fantje iz vie Panisperne« po imenu ceste, kjer je imel inštutut svoje laboratorije.
Skupina je nadaljevala s svojimi danes znamenitimi poskusi, leta 1933 pa je Rasetti zapustil Italijo in odšel v Kanado in ZDA, Pontecorvo je odšel v Francijo, Segrè pa je odšel poučevat v Palermo.
V tem času je Fermijeva skupina dala pomemben prispevek k mnogim praktičnim in teoretičnim vidikom fizike. Med najpomembnejšimi so Fermi-Diracova statistika, teorija razpada beta in odkritje počasnih nevtronov, ki so ključnega pomena za delovanje jedrskih reaktorjev.

## Nobelova nagrada in Projekt Manhattan
Fermi je ostal v Rimu do leta 1938. Tega leta je prejel Nobelovo nagrado za »prikaz obstoja novih radioaktivnih elementov, pridobljenih z obsevanjem z nevtroni, ter za s tem povezano odkritje jedrskih reakcij s počasnimi nevtroni«. 
Po prejetju nagrade v Stockholmu se je z ženo Lauro in otroci preselil v New York. Do tedaj je fašistična vlada v Italiji uzakonila antisemitske zakone, Fermijeva žena Laura Capon pa je bila Judinja. Kmalu po prihodu v New York je začel delati na zasebni Univerzi Columbia.
Tu je preveril začetni poskus jedrske cepitve Hahna in Strassmanna s pomočjo Bootha in Dunninga. Fermi je nato začel z raziskavami, ki so vodile do izdelave prvega jedrskega reaktorja.
Po znamenitem pismu predsedniku ZDA Franklinu Rooseveltu, ki ga je podpisal Einstein in posnel Szilárd leta 1939, je Vojna mornarica ZDA podarila Univerzi Columbia prvi denarni sklad 6000 dolarjev. Denar so porabili pri raziskavah, ki so vodile do prvega jedrskega reaktorja - velike »grmade« grafitnih opek in goriva iz urana, ki je začel delovati 2. decembra 1942 na Univerzi v Chicagu. Poskus je bil prelomnica pri iskanju energije in je kazal na Fermijevo odličnost. Vsak korak je pazljivo načrtoval in vsak izračun je pikolovsko naredil sam. Ko je človek prvič dosegel samovzdrževalno jedrsko verižno reakcijo, so tajno poklicali Jamesa Conanta, enega od vodij Projekta Manhattan: 'Italijanski pomorščak je pristal v novem svetu... Domorodci so bili prijazni'. Reaktor verižne reakcije ni bil pomemben le kot pripomoček pri določevanju značilnosti jedrske cepitve, ki so ga potrebovali za razumevanje notranjega delovanja atomske bombe, ampak je služil tudi kot prvi obrat za velike reaktorje, ki so jih izdelali v Hanfordu v zvezni državi Washington in jih uporabili pri oplodnih reaktorjih za izdelavo plutonija. Ta plutonij so potrebovali za bombe pri Poskusu Trinity in Nagasakiju. Na koncu so Fermijevo in Szilárdovo delo pri reaktorjih vključili v Projekt Manhattan. 
Fermi je leta 1944 postal ameriški državljan.

## Delo po vojni
Leta 1954 je v nagovoru Ameriškemu fizikalnemu društvu (APS) dejal: »No, to nas privede do Pearl Harborja. To je bil čas, ko sem zapustil Univerzo Columbia. Po nekaj mesecih  redne službe med Chicagom in New Yorkom sem se preselil v Chicago, kjer sem nadaljeval delo z nekaj pomembnimi izjemami: delo na Univerzi Columbia se je osredotočilo na fazo separacije izotopov projekta atomske energije, ki so ga začeli Booth, Dunning in Urey okoli leta 1940.«
Fermi je veljal za edinega fizika 20. stoletja, ki se je odlikoval tako v teoretični in eksperimentalni fiziki. Znani zgodovinar fizike C. P. Snow je o Fermiju dejal: »Če bi se Fermi rodil nekaj let prej, si lahko preprosto zamislimo, da bi odkril Rutherfordovo atomsko jedro in nato razvil Bohrovo teorijo vodikovega atoma. Če to zveni kot pretiravanje, bo vse v zvezi s Fermijem zvenelo tako.« Njegova sposobnost in uspeh izvirata iz njegove ocene možnega, kakor tudi iz njegove prirojene spretnosti in bistroumnosti. Ni maral zapletenih teorij. Čeprav je dobro obvladal matematična orodja, jih ni nikoli uporabil preden stvari niso bile narejene veliko preprosteje. Bil je znan po tem, da je prišel do hitrih in pravilnih odgovorov na probleme, ki so bili za druge pretežavni. Zgled tega izhaja iz prvega preskusa atomske bombe v Novi Mehiki 16. julija 1945. Ko je udarni val dospel do njega, je vrgel koščke papirja. Izmeril je razdaljo do mesta kamor jih je odpihnilo, rezultat primerjal s predhodno izračunano tabelo in od tod ocenil energijsko moč bombe. Ocenil jo je na 10 kiloton TNT, izmerjen rezultat pa je bil 18,6. Kasneje so njegovo metodo pridobitve približnih in hitrih odgovorov prek izračunov na ovojnici neuradno poimenovali »Fermijeva metoda«.
Po Enricu Fermiju se imenuje tudi Fermijev paradoks, tj. očitno nasprotje med visoko verjetnostjo obstoja zunajzemeljskih civilizacij, izračunano po Drakovi enačbi, in dejanskimi opažanji, ki do danes obstoja takšnih civilizacij še niso potrdila. Domnevno je leta 1950 Fermi med kosilom s kolegi ob razpravljanju te teme postavil vprašanje: »Kje pa so?« Vprašljivo je, če je vprašanje, ki mu ga pripisujejo, Fermi dejansko izgovoril, vendar pa je v svoji tipični maniri močno poenostavil problem verjetnosti obstoja zunajzemeljskih civilizacij. Prepričanje, da pomanjkanje dokazov kaže na neobstoj inteligentnih civilizacij, se imenuje Fermijevo načelo.
Fermi je bil zelo skromen in se je bil sposoben lotiti vsakršnega dela, kreativnega ali rutinskega. Zaradi tega je postal priljubljen pri ljudeh vseh slojev, od nobelovcev do tehnikov. Henry DeWolf Smyth, predsednik oddelka za fiziko na Princetonu, je nekoč povabil Fermija, da bi naredil nekaj poskusov s tamkajšnjim ciklotronom. Ko je nekega dne Smyth stopil v laboratorij, je videl uglednega fizika kako pomaga študentu premikati tablo, medtem ko je drug študent dajal navodila. Drugič ga je na Univerzi Columbia obiskal direktor podjetja Du Pont. Ni ga našel ne v laboratoriju in ne v njegovi pisarni, temveč v strojni delavnici, kjer je z velikimi škarjami rezal pločevino.
Ko je ugledni reviji Nature predložil svoj znameniti članek o razpadu beta, ga je urednik zavrnil češ »da vsebuje špekulacije, ki so bile preveč oddaljene od stvarnosti«. Tako so njegovo teorijo objavili v italijanščini in nemščini še preden so jo objavili v angleščini. Nikoli ni pozabil na ta doživljaj, da je bil pred svojim časom. Svojim varovancem je govoril: »Nikoli ne bodite prvi, poskušajte biti drugi.«
Fermi je umrl v 53. letu starosti zaradi trebušnega raka. Pokopali so ga na pokopališču Oak Woods v Chicagu. Kakor je zapisal Wigner: »Deset dni preden je Fermi umrl mi je dejal: 'Upam, da ne bo trajalo dolgo.' Popolnoma se je sprijaznil s svojo usodo.«

## Priznanja in zapuščina
Za časa življenja je Fermi prejel številna priznanja za svoje znanstvene dosežke, vključno z Matteuccijevo medaljo leta 1926, Nobelovo nagrado za fiziko leta 1938, Hughesovo medaljo leta 1942, Franklinovo medaljo leta 1947 in Rumfordovo nagrado leta 1953. Leta 1946 je za svoj prispevek k projektu Manhattan prejel tudi medaljo za zasluge, takrat najvišje civilno odlikovanje ZDA. Leta 1950 je bil izvoljen za tujega člana Kraljeve družbe. V Baziliki sv. Križa v Firencah, poznani kot »tempelj italijanske slave« na račun številnih grobov najvidnejših osebnosti italijanske zgodovine, ga obeležuje spominska plošča. Leta 1999 ga je uredništvo revije Time uvrstilo na svoj seznam 100 najvplivnejših osebnosti 20. stoletja.
Po njem so kasneje poimenovali večje število ustanov in drugih stvari, med drugim fizikalni laboratorij Fermilab v kraju Batavia, Illinois, in Fermijev vesoljski teleskop za žarke gama. Leta 1952 izolirani sintetični element je bil po njem poimenovan fermij, s čimer je postal en od takrat sedmih znanstvenikov, po katerih so poimenovali kemijski element.